# Municipio de Nelson Park
El municipio de Nelson Park (en inglés: Nelson Park Township) es un municipio ubicado en el condado de Marshall en el estado estadounidense de Minnesota. En el año 2010 tenía una población de 125 habitantes y una densidad poblacional de 1,33 personas por km².

## Geografía
El municipio de Nelson Park se encuentra ubicado en las coordenadas 48°29′35″N 96°36′21″O / 48.49306, -96.60583. Según la Oficina del Censo de los Estados Unidos, el municipio tiene una superficie total de 93.72 km², de la cual 93,45 km² corresponden a tierra firme y (0,29 %) 0,27 km² es agua.

## Demografía
Según el censo de 2010, había 125 personas residiendo en el municipio de Nelson Park. La densidad de población era de 1,33 hab./km². De los 125 habitantes, el municipio de Nelson Park estaba compuesto por el 100 % blancos. Del total de la población el 0 % eran hispanos o latinos de cualquier raza.